# SV Ohlstadt
Der Sportverein Ohlstadt e. V. ist ein Sportverein aus Ohlstadt im Landkreis Garmisch-Partenkirchen. Der 1948 gegründete Verein hat neben seinen Breitensportabteilungen über Jahre Weltklasseathleten im Bobsport hervorgebracht.

## Geschichte
Der Verein wurde am 4. Dezember 1948 von 28 Personen gegründet. Anfangs dominierte der Skisport, eine der ersten Maßnahmen des jungen Vereins war 1950 die Errichtung einer Sprungschanze. In den 1950er Jahren kam eine Abteilung für Bobsport hinzu. Seit 1965 besteht eine eigene Abteilung für Fußball. In den 1970er Jahren war die Wanderabteilung die größte Abteilung des Vereins, die Abteilung wurde in den 1990er Jahren aufgelöst, dafür entstanden Abteilungen für Turnen und Leichtathletik. 
Heute besteht der Verein neben Skisport und Bob- und Rodelsport aus Abteilungen für Fußball, Turnen, Leichtathletik, Tischtennis und Eisstockschießen.

## Bobsport
Die Bobabteilung begann in den 1950er Jahren mit Holzbobs, der erste Holz-Eisen-Schlitten wurde von Franz Kemser vom benachbarten SC Riessersee zur Verfügung gestellt. Die ersten Erfolge gab es durch Franz Schelle, der 1960 zusammen mit Otto Göbl den ersten deutschen Meistertitel nach Ohlstadt holte. 1962 steuerte Franz Schelle seinen Viererbob bei der Weltmeisterschaft in Garmisch-Partenkirchen auf den ersten Platz. 1966 belegten Anton Pensperger und Helmut Wurzer bei der Europameisterschaft in Garmisch-Partenkirchen den dritten Platz. Bei der Bob-Weltmeisterschaft 1966 in Cortina d’Ampezzo verunglückte der von Pensperger gesteuerte Viererbob; während Pensperger seinen Verletzungen erlag und Ludwig Siebert schwer verletzt war, überstanden Helmut Wurzer und Roland Eberhart den Unfall mit leichten Verletzungen.
Nur zwei Jahre nach dem Tod von Pensperger gewann Wolfgang Zimmerer seinen ersten deutschen Meistertitel, 1969 gewannen Zimmerer, Peter Utzschneider, Walter Steinbauer und Stefan Gaisreiter die Weltmeisterschaft im Viererbob. Insgesamt gewannen Zimmerer und Utzschneider eine olympische Goldmedaille und vier Weltmeistertitel. Ab 1974 war auch Stefan Gaisreiter als Bobpilot tätig, er gewann bei der Bob-Weltmeisterschaft 1979 den letzten Weltmeistertitel für einen Ohlstädter Bob. Außer Franz Schelle, Wolfgang Zimmerer und Stefan Gaisreiter konnten auch die Bobpiloten Klaus Heiß, Walter Vorderwülbecke und Anton Fischer Deutsche Meistertitel gewinnen. Von 1986 bis 1989 fungierte Christoph Langen als Anschieber für Anton Fischer, als Bobpilot war Langen dann später für den Bobclub Unterhaching aktiv.